# Major (településföldrajz)

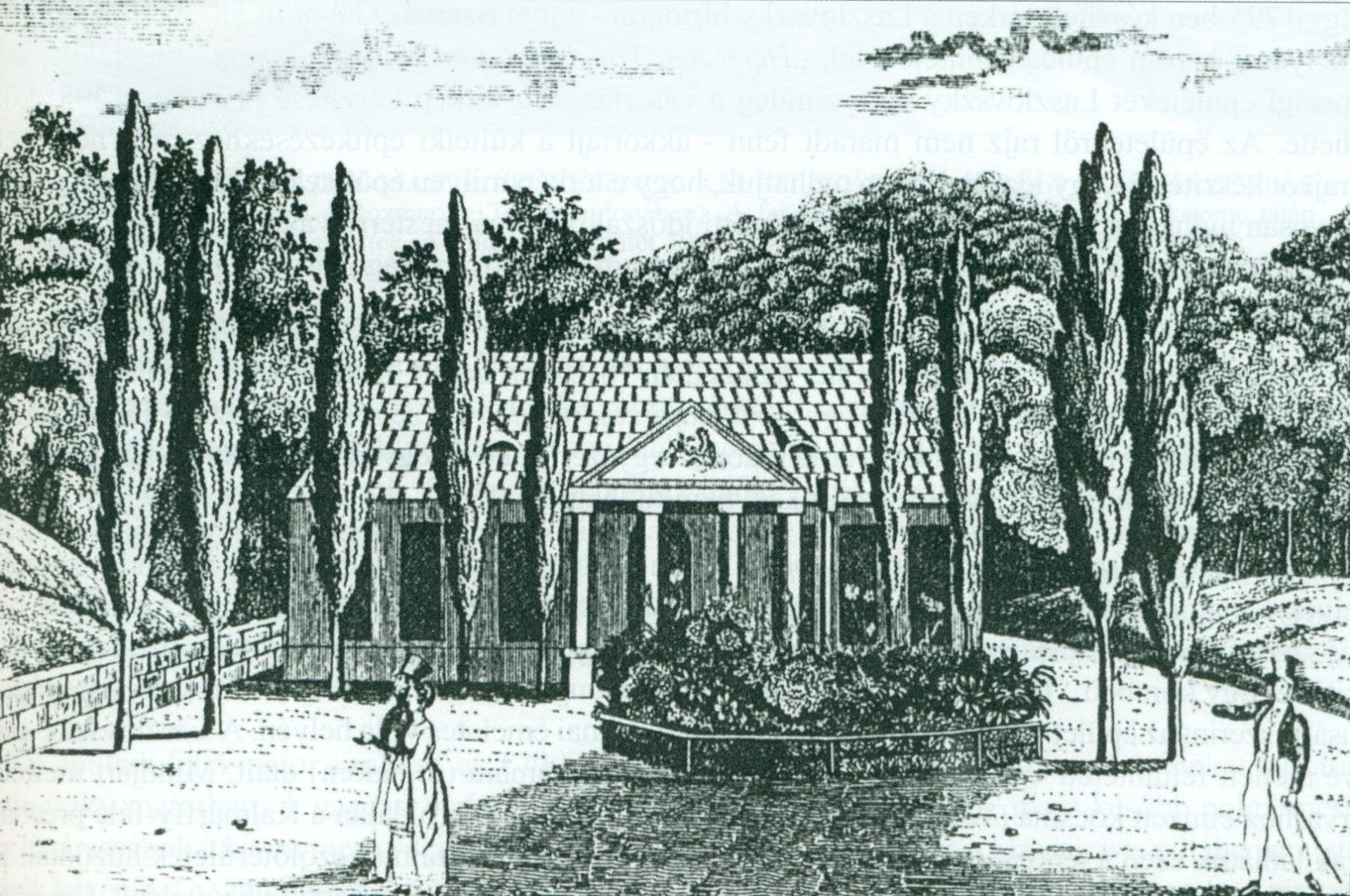
A virányosi Laszlovszky major

A major nagyobb mezőgazdasági üzemek lakott településen kívüli, annak határában lévő része: istállók, terménytárolók, javítóműhelyek és egyéb gazdasági épületek együttese.

## Története
A jobbágyi gazdálkodás korában, tehát a középkortól a XIX. sz. közepéig a majorság szó a saját kezelésben lévő osztatlan földesúri birtokot jelölte. A majorságban a földesúr által megbízott munkavezetők irányításával, „majorüzemben” folyt a főként jobbágyi robotra épülő növénytermesztés és állattenyésztés. A nagyobb birtokokon több majorüzemegységet is kialakítottak, mindegyik majorhoz tartozott egy bizonyos földterület a megműveléséhez szükséges igavonó állatokkal és szerszámokkal: ekékkel, boronákkal, hengerekkel.
1848-ban a jobbágyfelszabadítással megszűnt a robot, a majorokban idénymunkára szerződött béresek és hosszabb időre (legalább egy évre, de néha egész életükre) munkát vállaló cselédek léptek a jobbágyok helyébe. A munkát egyes vidékeken öregbéresnek, máshol béresgazdának nevezett munkavezetők irányították.
A második világháború után sok majort elhagytak: a gépeket, állatokat széthordták, néhol még az épületeket is szétszedték. Más majorokban viszont ezzel ellentétes folyamat zajlott le: a major önálló életre kelt, kisebb-nagyobb falvak jöttek létre az ott dolgozó emberek összefogásával.
A termelőszövetkezetek (téeszek) megalakításával új szakasz kezdődött a majorok életében: gépállomásokká, javítóműhelyekké, állattartó telepekké, terménytárolókká váltak, s a téeszek felbomlása után létrejött nagy magángazdaságok is ilyen célokra használják őket.